# Rutilia dentata
Rutilia dentata là một loài ruồi trong họ Tachinidae.